# Scytodes annulipes
Espèce
Synonymes
- Scytodes berthelotii annulipes Simon, 1907

Scytodes annulipes est une espèce d'araignées aranéomorphes de la famille des Scytodidae.

## Distribution
Cette espèce se rencontre en Libye, en Tunisie, en Algérie et au Maroc.

## Systématique et taxinomie
Cette espèce a été décrite sous le protonyme Scytodes berthelotii annulipes par Simon en 1907. Elle est élevée au rang d'espèce par Van Keer et Bosmans en 2014.

## Publication originale
- Simon, 1907 : « Étude sur les araignées de la sous-section des Haplogynes. » Annales de la Société Entomologique de Belgique, vol. 51, p. 246-264 (texte intégral).